# Hovhannes Davtyan
Hovhannes Davtyan (en arménien Հովհաննես Դավթյան ; né le 25 novembre 1983 à Leninakan, l'actuelle Gyumri) est un judoka arménien.

## Palmarès

### Championnats du monde
- Championnats du monde de judo 2009 :
  -  médaille de bronze en moins de 60 kg

### Championnats d'Europe
- Championnats d'Europe de judo 2007 :
  -  Médaille d'argent en moins de 60 kg
- Championnats d'Europe de judo 2012 :
  -  Médaille d'argent en moins de 60 kg
- Championnats d'Europe de judo 2014 :
  -  Médaille de bronze en moins de 60 kg
- Championnats d'Europe de judo 2016 :
  -  Médaille de bronze en moins de 60 kg